# Payoke
Payoke is een Belgisch opvangcentrum en vzw voor slachtoffers van mensenhandel. Payoke is gelegen in het Schipperskwartier te Antwerpen.

## Geschiedenis
Payoke werd op 26 oktober 1987 opgericht door kunstlerares Patsy Sörensen. Aanvankelijk richtte ze dit opvangcentrum in haar eigen woning op, met de bedoeling prostituees informatie, steun en medische begeleiding te geven of hen te helpen uit de prostitutie te stappen. Met het verstrijken van de jaren werd Payoke een opvangcentrum dat instaat voor psycho-sociale, administratieve en juridische begeleiding van slachtoffers van (inter)nationale mensenhandel. Ze voorziet zowel in opvang als ambulante hulp.
Payoke kreeg een aantal jaar later officiële erkenning, onder meer dankzij de ophef die Chris De Stoop's boek, "Ze zijn zo lief, mijnheer" (1992) over vrouwenhandel veroorzaakte. Ook koning Boudewijn kreeg interesse voor de problematiek en bezocht op 28 oktober 1992 Payoke, waar hij met enkele slachtoffers sprak. Na het bezoek van de vorst kreeg Payoke financiële overheidssteun en kon er het opvangcentrum verder uitgebouwd worden.
In 2001, haalde ook Koning Albert II, in een speech, de strijd tegen mensenhandel aan en riep op tot een hardere aanpak. Ook noemde hij de steun aan verenigingen (zoals Payoke) die op het terrein de slachtoffers helpen "onmisbaar".
In 2007, ter gelegenheid van het twintigjarig bestaan van de organisatie, werd een speciaal boek uitgebracht: "Twintig jaar Payoke".
In 2008, vijftien jaar na het uitkomen van het boek van Chris de Stoop "Ze zijn zo lief, mijnheer", bezocht ook koningin Paola de opvang van Payoke. Dit opende gesprekken tussen Payoke en Stad Antwerpen over het behoud van de locatie op de Leguit, gelegen in het Schipperskwartier.
In 2016, bundelde Payoke de ervaringen in het ondersteunen van slachtoffers van mensenhandel in een Engelstalig boek "The Payoke Way".